# West Bay, Caymanöarna
West Bay är en ort i Caymanöarna (Storbritannien). Den ligger i den västra delen av Caymanöarna. Antalet invånare är 11 269.
Terrängen runt West Bay är mycket platt.